# Рекорди на ПФК ЦСКА (София)
Статията изброява различни рекорди на българския футболен отбор ЦСКА (София).

## Рекорди

### Рекорди на ЦСКА
- Най-много пъти шампион на А група: 31 пъти (Рекорд за България)
- Най-много победи в един сезон в А група: 26 (от 34 срещи през сезон 1971/1972)
- Най-малко загуби в един сезон в А група: 0 (от 30 срещи в сезон 2007/08 (рекорд за България, споделен с Левски (София) и Спартак (София)), 0 (от 11 срещи през сезон 1958)
- Най-много поредни мачове без загуба в А група: 36 (от 20 март 1988 до 3 май 1989) (Рекорд за България)
- Най-много поредни мачове без загуба: 45 (от 23 май 2015 до 29 юли 2016) (в А група, Югозападна В група и Купата на България, Рекорд за България)
- Най-много поредни победи в А група: 13 (от 10 август 2002 до 23 февруари 2003) (Рекорд за България)
- Най-много поредни победи: 37 (от 31 май 2015 до 24 април 2016) (в А група, Югозападна В група и Купата на България, Рекорд за България)
- Най-много победи в елита на българския футбол: 1300 (от 5 май 1948 до 9 април 2023) (Рекорд за България)
- Най-много мачове без победа в един сезон в А група: 12 (от 1 март 2015 до 31 май 2015)
- Най-много спечелени точки за един сезон в А група: 79 (от 30 срещи през сезон 2004/2005) (Рекорд за България, споделен с Левски)
- Най-голям точков актив края на сезон в А група: 79 (от 30 срещи през сезон 2004/2005) (Рекорд за България, споделен с Левски)
- Най-много вкарани голове в един сезон в А група: 95 (в 34 срещи през сезон 1971/1972)
- Най-много вкарани голове в един сезон в за първенство: 146 (в 32 срещи през сезон 2015/2016)
- Най-много вкарани голове в един сезон във всички официални турнири: 180 (в 42 срещи през сезон 2015/2016)
- Най-малко допуснати голове в един сезон в А група: 7 (в 22 срещи като през сезон 1951) (Рекорд за България, споделен със Спартак София)
- Най-много мачове без гол в един сезон в А група: 10 (от 1 март 2015 до 16 май 2015)
- Най-голяма победа в А група: 12:0 (през сезон 1951 срещу Торпедо Русе) (Рекорд за България)
- Най-голяма победа в официален мач: 15:0 (през ноември 1968 срещу Свобода Пещера в 1/16 финал за Купата на съветската армия)
- Най-много зрители на мач: около 70000 (на 7 април 1982 срещу Байерн, на националния стадион)
- Златен кудрабъл за 1988 – 89: Шампион на България, Купа на България, Купа на Съветската армия, Суперкупа на България (и републиканската Спартакиада).
- Златни дубли: 11 (1951, 1954, 1955, 1961, 1969, 1972, 1973, 1983, 1987, 1989, 1997)
- Най-голяма победа в КЕШ – 8:1 през сезон 1956/57 срещу Динамо Букурещ
- Най-голяма победа в Купата на УЕФА – 8:0 през сезон 2000/2001 срещу Шериф Тираспол
- Най-голяма победа в КНК – 9:0 през сезон 1970/71 срещу Хака
- Най-много участия в Европейските турнири – 52 пъти (Рекорд за България)
- Най-много победи в Европейските турнири – 84 (Рекорд за България)
- Най-много отстранени отбори в Европейските турнири – 49 (Рекорд за България)
- Най-много поредни мачове без загуба в Европейските турнири – 10 мача (от 28 септември 2006 до 1 октомври 2009) (Рекорд за България, споделен с Ботев Пд)

### Индивидуални рекорди на футболисти на ЦСКА
- Най-много пъти шампион: Манол Манолов – 12 пъти (Рекорд за България)
- Най-много мачове в А група: Марин Бакалов – 454 срещи (за Ботев (Пд.) – 353/58, за ЦСКА – 46/8, за Спартак Пд – 26/2, за Марица – 15/0, за Олимпик (Тетевен) – 14/1) (Рекорд за България)
- Най-много голове за ЦСКА в А група: Петър Жеков – 144 гола
- Най-много голове в А група: Петър Жеков – 253 гола (8 за ФК Димитровград, 101 – Берое, 144 – ЦСКА) (Рекорд за България)
- Най-много мачове за ЦСКА в А група: Иван Зафиров – 340 мача
- Най-много мачове за ЦСКА в европейските турнири: Тодор Янчев – 42 мача
- Най-много мачове в един сезон на в А група: 34 мача – Борис Гаганелов (1971/72, 1972/73), Божил Колев (1972/73)
- Най-много голове в един сезон на А група: Христо Стоичков – 38 гола (сезон 1989/90) (Рекорд за България)
- Най-много голове в една среща в А група: 6 гола – Петър Михайлов (срещу Торпедо Русе през сезон 1951) (Рекорд за България, споделен с Иво Георгиев, Тодор Праматаров и Цветан Генков)
- Най-скъпо продаден футболист на ЦСКА: Кирил Десподов на Каляри за 4,8 млн. долара[1][2]
- Най-скъпо закупен футболист от ЦСКА: Лео Лима от Вашку да Гама за 1,8 млн. долара[3]
- Най-възрастен футболист на ЦСКА: Стоян Колев, 40 години и 116 дни на 29 май 2016 г.
- Най-млад футболист дебютирал в първия отбор на ЦСКА: Валентин Антов, 14 години и 286 дни на 19 август 2015 г.
- Най-бърз гол на футболист на ЦСКА: Момчил Цветанов, 13 секунда срещу Септември (София) на 27 февруари 2016 г., в 19 кръг на В група
- Най-бърз гол на футболист на ЦСКА в Евротурнирите: Ней, 17 секунда срещу Омония във втори предварителен кръг, реванши на Купата на УЕФА сезон 2007

### Индивидуални рекорди на треньори на ЦСКА
- Най-много пъти шампион: Крум Милев – 11 пъти (Рекорд за България)
- Най-много купи: Димитър Пенев – 9 (4 Купи на България, 3 Купи на Съветската армия, 2 Суперкупи на България)
- Най-дълго треньор на отбор: Крум Милев – 15 години (Рекорд за България)
- Димитър Пенев е обявен за „Треньор на 20 век“ за България

## Ръководни фактори

### Председатели на СК ЦСКА
- генерал-лейтенант Георги Дамянов (почетен)
- генерал-майор Боян Българанов
- генерал-лейтенант Иван Кинов
- армейски генерал Добри Джуров
- генерал-полковник Георги Момеков
- генерал-полковник Здравко Георгиев
- генерал-лейтенант Стою Стоев
- генерал-лейтенант Ангел Пенков
- генерал-лейтенант Иван Иванов
- професор полковник Георги Христов
- генерал-лейтенант Тако Кръстев

#### Началници на ФК ЦСКА (1948 – 1991)
- майор Александър Николов (1948 – 1952)
- капитан Мишо Микулаш (1952 – 1954)
- майор Петко Дудов (1954 – 1959)
- полковник Любомир Константинов (1960 – 1961)
- полковник Петко Дудов (1961 – 1963)
- полковник Александър Николов (1963 – 1965)
- полковник Мишо Микулаш (1965 – 1975)
- полковник д-р Стефан Божков (1976 – 1978)
- полковник проф. Георги Христов (1979 – 1986)
- полковник Господин Чолаков (1986 – 1991)

### Собственици на ЦСКА
- Борис Станков (1990 – март 1991)
- Валентин Михов (март 1991 – 29 юни 1993)
- Борис Станков (29 юни 1993 – декември 1993)
- Петър Калпакчиев (декември 1993 – 1 юни 1994)
- Илия Павлов (1 юни 1994 – юли 1999)
- Любослав Пенев (юли 1999 – декември 1999)
- Васил Божков (декември 1999 – декември 2006)
- Прамод Митал представляван от  Александър Томов (декември 2006 – декември 2008)
- Димитър Борисов и  Иво Иванов чрез „Титан спорт“ (декември 2008 – юли 2013)
- „Лира Инвестмънт“ в лицето на  Александър Томов и миноритарни собственици сред които  Петър Манджуков,  Ивайло Манджуков и  Юлиян Инджов (юли 2013 – май 2015)
- Гриша Ганчев,  Юлиян Инджов,  Христо Стоичков чрез „ПФК ЦСКА-1948“ АД (юни 2015 – февруари 2023)
- Гриша Ганчев и Данаил Ганчев,  фондация „Национален Фонд за Спорт, Култура, Изкуство и Наука“,  Христо Стоичков чрез „ПФК ЦСКА-1948“ АД (февруари 2023 – март 2023)
- Данаил Ганчев,  Данаил Илиев,  Христо Стоичков (март 2023 – април 2024)
- Фондация „Национален Фонд за Спорт, Култура, Изкуство и Наука“,  Христо Стоичков (юни 2024 – септември 2024)
- Фондация „Национален Фонд за Спорт, Култура, Изкуство и Наука“ (септември 2024 –)

### Президенти на ЦСКА
- Любослав Пенев (юли 1999 – 22 юни 2001)
- Васил Божков (2001 – ?)
- Стефан Орманджиев (? – 5 декември 2006)
- Александър Томов (5 декември 2006 – 5 юни 2008)
- Емил Костадинов (и.д.) (5 юни 2008 – 2 юли 2008)
- Димитър Пенев (и.д.) (2 юли 2008 – 10 юли 2008)
- Александър Томов (юли 2008 – 9 април 2009)
- Димитър Борисов (9 април 2009 – 5 март 2012)
- Димитър Пенев (5 март 2012 – 10 юли 2013)
- Лорънс Дейвис (2013 – 2014)
- Александър Томов (2014 – 6 април 2014)
- Гриша Ганчев (юни 2015 – март 2023)
- Данаил Ганчев (март 2023 – април 2024)
- Данаил Илиев (юни 2024 – )